# شماره شناسایی بین‌المللی اوراق بهادار
شمارهٔ شناسایی بین‌المللی اوراق بهادار شماره‌ای بین‌المللی برای اوراق بهادار است که برای هر یک از انواع اوراق؛ مانند اوراق قرضه، اوراق تجاری یا سهام سرمایه، به صورت منحصر به‌فرد تعریف می‌شود.
این کد دارای ساختار دو بخشی است دو حرف اول آن نمشخص کنند کشور براساس استاندارد ISO 6166 می باشد. برای مثال کدهای صادره برای کشور کانادا با حروف ca آغاز می شوند و سپس ۹ رقم بعدی که کد انحصاری داخلی ان کشور است قرار میگیرد که به  National Securities Identifying Number (NSIN)  نیز معروف است.  
هرساله کشورهای بیشتری اروپایی و اسیایی به این استاندارد بین المللی ملحق می شوند و حتی کشورهای آمریکایی و کانادایی بیشتری نیز این استاندارد را در کنار استاندارد  CUSIP (Committee on Uniform Security Identification Procedures) که یک استاندارد کد گذاری آمریکایی است و  در قبال پرداخت وجه، توسط مؤسسه رتبه‌سنجی استاندارد اند پورز اعطا می‌شود، مورد استفاده قرار می دهند.